# Annie Lööf
Annie Marie Therése Lööf (Värnamo parish, 1983. július 16. –) svédországi politikus, 2011. szeptember 23. óta a Centrum Párt elnöke.
2006-ban a Riksdag, a svéd parlament tagjának választották. Ő volt a legfiatalabb képviselő.
2011 és 2014 között gazdasági miniszter volt.

## Magánélete
Lööfnak van egy lánya.